# Vice City
Vice City es una ciudad ficticia inspirada en Miami en la serie de videojuegos Grand Theft Auto. Es un archipiélago que constituye una gran ciudad ubicada en los Estados Unidos. En la serie han aparecido tres versiones de Vice City. La primera versión de la ciudad aparece en el primer episodio de la serie, Grand Theft Auto (universo 2D) y retoma las características, en cuanto a su forma y sus barrios, de la verdadera ciudad de Florida.
Posteriormente está presente en GTA Vice City,Vice City Stories y Grand Thef Auto VI(universo 3D), que consta de dos islas grandes conectadas por puentes y dos islas más pequeñas.
Vice City sigue el modelo geográfico de Miami; situada en la costa sureste de Estados Unidos, la ciudad disfruta de un clima tropical con cielos soleados casi todo el año, salvo ráfagas excepcionales de viento y precipitaciones. Sin embargo, se sugiere en GTA Vice City y Vice City Stories que la ciudad está expuesta a ciclones tropicales, al igual que Miami. En el primero, los puentes se cierran al público cuando se anuncia el paso del ciclón Hermione cerca de la ciudad. El mismo hecho ocurre en el segundo, cuando el ciclón Gordy se acerca a la ciudad. Esto tiene el único efecto de bloquear la parte occidental de la ciudad, desde el principio, en Vice City, y, a la inversa, la parte oriental en Vice City Stories, antes, después de ciertas misiones, las diferentes áreas están desbloqueadas.
La ciudad se menciona en varias ocasiones en las primeras entregas que tienen lugar en el universo HD (Grand Theft Auto IV y Grand Theft Auto V) y aparecerá por primera vez en Grand Theft Auto VI, en el Universo 3D la ciudad queda ubicada posiblemente en un estado ficticio llamado Gator basado en Florida, esto debido a que una zona eliminada de la beta de Grand Theft Auto: Vice City se llamaba Gator Keys estando inspirado en los Cayos de Florida, mientras en el Universo HD queda localizada en el estado ficticio de Leonida, su nombre hace referencia a Juan Ponce de León, conquistador español que descubrió el actual territorio de Florida

## Etimología
"Vice City" significa "ciudad del vicio" y se refiere a la reputación sulfurosa de Miami en cuanto a su condición de centro del tráfico de drogas, sus problemas de corrupción, pero también el lujo esparcido en cada esquina.
También es una alusión a la serie de televisión de los años 80 "Miami Vice", que presenta a dos agentes de policía del escuadrón antivicio de Miami Vice, que luchan contra el crimen en la ciudad de Florida.

## Universo 2D
Vice City aparece por primera vez en Grand Theft Auto, ambientado en 1997, junto a las ciudades de Liberty City y San Andreas al noreste. Además, en el menú del juego, la ciudad se encuentra en el mismo lugar que Miami, es decir, en el extremo sureste de los Estados Unidos.
La ciudad se representa como una ciudad tropical, con playas, palmeras y hoteles a lo largo de gran parte de su costa, mientras que el centro del continente está diseñado como el corazón de la ciudad, y el borde occidental de la ciudad está salpicado de zonas de baja densidad. edificios. Al igual que Liberty City, Vice City también cuenta con una línea de metro que recorre toda la ciudad.
La ciudad se compone de diez vecindarios ("distritos"), cuyos nombres son juegos de palabras con los vecindarios existentes de Miami (entre paréntesis en la lista):
- Miramire (Miramar);
- Little Dominica (Little Haiti);
- Coral City (Coral Gables);
- Vice Shores (Miami Shores);
- Vice Beach (Miami Beach);
- Little Bogota (Little Havana);
- Greek Heights (Olympia Heights);
- Felicity (Brickell);
- Richman Heights (Richmond Heights);
- Banana Grove (Coconut Grove);
- Una península sin nombre al sur de Vice Beach, que sirve como base militar.

## Universo 3D
La ciudad reaparece en el universo 3D de la serie, con GTA Vice City y Vice City Stories. La ciudad se presenta como si estuviera en el estado de Florida, no obstante posiblemente queda ubicada en Gator, el posible estado ficticio basado en Florida, a diferencia de otras ciudades del universo 3D cuyos estados son ficticios. Tenga en cuenta también que en el juego Grand Theft Auto III (que abre el universo 3D), los carteles o diálogos hablan de Miami, mientras que el nombre de Vice City ya está presente en el universo anterior.

### Barrios
La ciudad está dividida en cinco islas, dos grandes islas principales (Vice Mainland y Vice Beach) y tres más pequeñas (Starfish Island, Prawn Island, Leaf Links). La ciudad es mucho más lujosa que Liberty City. La ciudad tiene unos dos millones de habitantes, según las instrucciones del juego.

#### Vice Beach
- Ocean Beach: El distrito más rico de la ciudad con su playa y tiendas de lujo.
- Washington Beach: Donde se encuentra la sede central de la policía.
- Vice Point (al norte): con su gran centro comercial, barrio muy grande.

#### Midland
- Prawn Island: Pequeña isla perteneciente a Diego y Armando Méndez, compuesta por tres villas, y un estudio de cine, que luego perteneció a Tommy Vercetti, y que es el único negocio de la isla.
- Leaf Links Island: Isla privada en la que está construido un campo de golf.
- Starfish Island: La zona residencial más lujosa de la ciudad, hogar de la mansión del narcotraficante local Ricardo Díaz.

#### Vice Mainland
- Vice Port: Lejos de los turistas, el puerto de la ciudad acoge barcos de carga más o menos legales. Está ubicado al sur de la ciudad.
- Escobar International Airport: el aeropuerto de la ciudad estrechamente vigilado y ubicado junto a una base militar.
- Fort Baxter: Base militar ubicada al norte del aeropuerto.
- Little Havana: Barrio pobre donde se han asentado cubanos. Se verá destrozado por la guerra que librarán haitianos y cubanos entre sí. Dos años después, la influencia cubana es palpable en toda la ciudad.
- Little Haiti: Quizás incluso más pobre que su homólogo cubano, con su depósito de chatarra de automóviles y sus cobertizos en ruinas. El distrito pertenecía a los cholos, pero tras su aniquilación, los haitianos los reemplazaron. Little Haiti, como su nombre indica, es el centro de la vida haitiana en Vice City. La guarida de Phil Cassidy también está cerca.
- Centro: El distrito de negocios con su gran estadio.

### Sistema policial
El sistema policial es muy similar al de Grand Theft Auto III: en una escala que va del 1 al 6, cuanto más se completa, más la policía busca al personaje. Sin embargo, los delitos son más "tolerados" al principio, especialmente contra los oficiales, mientras que en "GTA III", el índice de búsqueda pasa rápidamente de 1 a 2 estrellas, de 2 a 3, etc.

#### Recursos policiales
Los medios utilizados para contrarrestar a un delincuente varían principalmente entre vehículos y según el índice de búsqueda. Se pueden utilizar otros medios secundarios (helicópteros, barricadas). También se utilizan varios bloqueos para cerrar las calles.
Según las pistas:
- Índice de búsqueda de 1/6:

Por faltas menores (peleas, destrozos varios, etc.)
Los recursos de que dispone la policía son limitados. Además, el jugador puede ser perseguido por un coche de policía o por un oficial equipado con una porra (a veces puede disparar una pistola). No hay obstáculos. Pero el índice puede subir muy rápidamente hasta 2/6.
- Índice de búsqueda de 2/6:

Por delitos graves (golpes abusivos a civiles, agresión a las fuerzas del orden, robo abusivo de vehículos, destrucción significativa de vehículos policiales). 
Los patrulleros, especialmente en los coches, son numerosos y todos buscan al sospechoso. Disparan armas. Aún no hay obstáculos.
- Índice de búsqueda de 3/6:

Por delitos graves (masacres de civiles o agentes del orden, incluso más aporreos o destrucción).
Esta señal de búsqueda es común durante misiones de alto riesgo. Los coches de policía te buscan por todos lados; si vas en un vehículo, los oficiales lanzarán pinchos para reventar tus neumáticos; Un "Cheetah", un coche muy rápido en el juego, es en realidad un coche de policía camuflado utilizado por la tropa de "investigación" que, equipado con ametralladoras, te dispara de forma muy peligrosa una vez que sales del vehículo. Un helicóptero te persigue y te dispara. A partir de esta pista, el helicóptero también puede enviar agentes de Armas y Tácticas Especiales (más conocidos por el acrónimo S.W.A.T.), equipados con ametralladoras pesadas para disparar.
- Índice de búsqueda de 4/6:

Por saqueo (destrucción de propiedades o masacres aún mayores de civiles y fuerzas del orden).
Esta pista de búsqueda significa que eres un verdadero carroñero. Este es el índice de investigación máximo que se puede obtener al inicio del juego, además de vehículos clásicos, un vehículo de investigación y un camión S.W.A.T. te persiguen. Un helicóptero los acompaña y ataca.
- Índice de búsqueda de 5/6:

Por terrorismo/saqueo (masacre de tropas S.W.A.T. enviadas, destrucción de propiedad o masacres aún mayores de civiles y fuerzas del orden).
Esta pista de búsqueda significa que eres un terrorista en el juego. Además de saquear, siembras destrucción. Las tropas clásicas, de investigación y del FBI te persiguen. Disparan pistolas y ametralladoras pesadas. Un helicóptero te persigue; Los bloqueos de carreteras son más frecuentes.
- Índice de búsqueda de 6/6:

Por terrorismo abusivo (saqueos continuos, masacres o destrucción, aún más robos de patrullas grandes y blindadas, aún más aporreos).
Este índice final deseado es difícil de obtener porque lleva mucho tiempo conseguirlo. Pero la parte más difícil es poder enfrentarte a los vehículos del ejército, que envían tanques y vehículos de tropas muy rápidos para matarte. Decenas de policías te persiguen, al mismo tiempo que el equipo de investigación. Los controles de carretera intentan arrestar al sospechoso, un helicóptero dispara al criminal. La brigada de investigación interviene con mayor frecuencia. Pero una vez que robas un tanque, resulta difícil detenerte, especialmente si logras escapar temporalmente de las patrullas. Los obstáculos se interponen en el camino de cualquiera. El tráfico está casi paralizado. Los bloqueos del ejército son más frecuentes.

### Pandillas
En la ciudad de Vice City, las pandillas están menos presentes que en Liberty City, pero se sienten muy atraídas por el tráfico de drogas. Las pandillas de la ciudad son:
- La Mafia y el Cártel (familia criminal Vercetti, familia criminal Vance, Cártel Díaz, Cártel Méndez, familia criminal Forelli)
- Los Cubanos
- Los Haitianos
- Los Cholos
- Los motociclistas
- Los Sharks
- Los guardias de seguridad